# Maxime Bossis
Maxime Bossis (Saint-André-Treize-Voies, 26 giugno 1955) è un ex calciatore francese, di ruolo difensore.

## Carriera
Durante la sua carriera militò per Nantes e Matra Racing. È ricordato per aver sbagliato il tiro decisivo nella prima partita conclusasi ai tiri di rigore nella storia dei Mondiali, ovvero la semifinale del campionato del mondo 1982 contro la Germania Ovest.
Con la Francia è stato primatista di presenze dal 1985 al 1992, quando fu superato con 82 presenze da Manuel Amoros. La sua unica rete in nazionale la mise a segno contro il Kuwait nel 1982, durante la fase a gironi del mondiale. Tuttavia in quella stessa edizione fallì il rigore decisivo contro la Germania Ovest, che precluse alla sua squadra l'accesso alla finale.

## Palmarès

### Club

#### Competizioni nazionali
- Campionato francese: 3

1976-1977, 1979-1980, 1982-1983
- Coppa di Francia: 1

1978-1979

#### Competizioni internazionali
- Coppa delle Alpi: 1

1982

### Nazionale
- Campionato d'Europa: 1

Francia 1984

### Individuale
- Calciatore francese dell'anno: 2

1979, 1981